# Metamorphose (Raumschiff Enterprise)
Metamorphose (Originaltitel: Metamorphosis) ist die nach Ausstrahlungsreihenfolge neunte und nach Produktionsreihenfolge zweite Episode der zweiten Staffel der Science-Fiction-Fernsehserie Raumschiff Enterprise. Sie wurde in englischer Sprache erstmals am 10. November 1967 bei NBC ausgestrahlt. In Deutschland war sie zum ersten Mal am 17. November 1973 in einer synchronisierten Fassung im ZDF zu sehen.

## Handlung
Im Jahr 2267 bei Sternzeit 3219.8 sind Captain Kirk, sein erster Offizier Spock, Schiffsarzt McCoy und die Föderations-Diplomatin Nancy Hedford in einem Shuttle auf dem Rückweg zur Enterprise. Hedford sollte eigentlich auf Epsilon Canaris III Verhandlungen führen, doch ist bei ihr überraschend eine lebensbedrohliche Krankheit ausgebrochen, die eine umgehende Behandlung erfordert. Plötzlich nähert sich ein wolkenartiges Phänomen dem Shuttle und schließt es ein. Die Systeme fallen aus und das Shuttle wird zur Landung auf einem Planetoiden gezwungen.
Auf der Oberfläche trifft die Besatzung auf einen Mann, der sich als Cochrane vorstellt. Er erklärt, es gäbe hier ein Dämpfungsfeld, das alle Versuche, die Schiffssysteme wieder zum Laufen zu bringen, nutzlos macht. Kirk meint, Cochrane zu kennen, weiß aber nicht woher. Der führt sie nun zu seinem Haus, das mit äußerst alten Gerätschaften vollgestellt ist. Bei Hedford brechen inzwischen erste Krankheitssymptome aus. Da Kirk mit seinen Fragen nicht locker lässt, enthüllt Cochrane schließlich seine wahre Identität und den Grund, warum das Shuttle hier landen musste: Sein vollständiger Name ist Zefram Cochrane. Er ist der Erfinder des irdischen Warp-Antriebs. Als alter Mann verließ er vor 150 Jahren sein Heim auf Alpha Centauri, um in einer unerforschten Region des Weltraums zu sterben. Dabei wurde er von einem Wesen gefunden, das er den „Companion“ nennt. Es brachte ihn hierher, verjüngte ihn und sorgt seitdem für ihn. Doch im Laufe der Zeit wuchs die Einsamkeit in Cochrane, was dieser dem Companion auch mitteilte. Er hatte gehofft, der Companion würde ihn gehen lassen, doch stattdessen holte er ihm Gesellschaft auf den Planetoiden.
Trotz Cochranes Erklärungen versucht Spock, das Shuttle zu reparieren. Dabei nähert sich ihm der Companion, ein wolkenartiges Wesen. Als er versucht, das Wesen zu berühren, wird er von einer elektrischen Entladung getroffen. Spock bleibt unversehrt, doch die Schiffssysteme nehmen dadurch erheblichen Schaden. Cochrane will den Companion nun bitten, Nancy Hedford zu helfen, und tritt dazu in einen telepathischen Kontakt mit ihm. Leider weiß der Companion keinen Weg, ihr zu helfen. Da Spock jetzt weiß, dass der Companion hauptsächlich aus Elektrizität besteht, baut er ein Gerät, das elektrische Impulse stört. Kirk will es gegen den Companion einsetzen, um ihren Zwangsaufenthalt auf dem Planetoiden möglichst rasch zu beenden. Cochrane will das Wesen nicht verletzen oder gar töten, er will aber auch nicht für Hedfords Tod verantwortlich sein und willigt schließlich ein, den Companion erneut zu rufen. Als er mit ihm in Kontakt tritt, aktivieren Kirk und Spock das Gerät, doch dessen Wirkung ist deutlich schwächer als erwartet. Der Companion geht nun auf die beiden los und würgt sie. Erst auf Cochranes Bitten lässt er von ihnen ab.
Kirk und Spock versuchen nun eine andere Strategie: Durch eine Modifikation des Universalübersetzers hoffen sie, direkt mit dem Companion kommunizieren zu können. Tatsächlich antwortet der Companion und erklärt in einer weiblichen Stimme, Cochranes Wohlergehen sei das einzig Wichtige, daher müsse das Shuttle mit seiner Besatzung hierbleiben. Offensichtlich scheint das Wesen Liebe für ihn zu empfinden. Da Hedfords Zustand sich stark verschlechtert, redet Kirk weiter auf den Companion ein. Er meint, dass Menschen ohne Herausforderungen zugrunde gehen würden, doch das überzeugt den Companion nicht. Schließlich argumentiert er, Cochrane und der Companion seien zu verschieden, als dass jemals wahre Liebe zwischen ihnen existieren könnte. Darüber muss der Companion nachdenken und verschwindet. Einige Augenblicke später taucht die scheinbar gesunde Nancy Hedford auf. Sie lag bereits im Sterben, als der Companion sich mit ihr vereinigte. Durch die Verschmelzung zu einem Wesen gab der Companion ihr die Gesundheit zurück, gab aber zugleich seine eigene Unsterblichkeit auf. Cochrane möchte nun mit ihr die Galaxie bereisen, doch leider kann sie den Planetoiden nicht verlassen, sonst würde sie innerhalb von Tagen sterben. Schweren Herzens entschließt sich Cochrane, bei ihr zu bleiben. Kirk und seine Leute können nun zur Enterprise zurückkehren. Cochranes letzte Bitte lautet, seinen Aufenthaltsort geheim zu halten, was Kirk ihm gewährt.

## Verbindungen zu anderen Star-Trek-Produktionen
Einige Elemente aus dieser Folge wurden in späteren Star-Trek-Produktionen wieder aufgegriffen:
- Zefram Cochrane wird als Erfinder des menschlichen Warpantriebs etabliert. Er wird später in zahlreichen Folgen verschiedener Star-Trek-Serien erwähnt. Im Film Star Trek: Der erste Kontakt von 1996 wird Cochrane von James Cromwell gespielt. Nach diesem Film fand sein erster Warpflug am 5. April 2063 statt und führte zum offiziellen Erstkontakt der Menschen mit einer außerirdischen Spezies – den Vulkaniern. Auch in der Pilotfolge Aufbruch ins Unbekannte der Serie Star Trek: Enterprise von 2001 wurde Cochrane von Cromwell gespielt. Star Trek: Enterprise löst auch den Widerspruch zwischen der von Kirk genannten Herkunft Cochranes von Alpha Centauri und der in Star Trek: Der erste Kontakt genannten Herkunft von der Erde auf, indem Alpha Centauri zu seinem Altersruhesitz erklärt wird. Anfang des 22. Jahrhunderts bricht er von dort zu einer Expedition auf und verschwindet spurlos.
- Nach Zefram Cochrane ist die in Star Trek häufig erwähnte fiktive Maßeinheit für die Subraumverzerrung und Subraumfeldstärke benannt.
- Es gibt auch einige Easter Eggs zum Folgentitel: In Folge 6.13 (Jenseits der Sterne) von Star Trek: Deep Space Nine aus dem Jahr 1998 kommt eine Geschichte mit dem Titel Metamorphosis vor. In der Pilotfolge Leuchtfeuer der Serie Star Trek: Discovery von 2017 trägt eines der Bücher von Captain Georgiou den Titel Metamorphosis.

## Produktion

### Drehbuch
Im ursprünglichen Drehbuchentwurf sollte auch Scott zur Shuttle-Besatzung gehören und Sulu vorübergehend das Kommando der Enterprise übernehmen.

### Darsteller
Der Companion wurde ursprünglich von Elizabeth Rogers gesprochen. Da ihr Text aber zu roboterhaft und emotionslos klang, wurde er erneut von Lisabeth Hush eingesprochen. Weder Rogers noch Hush erhielten hierfür eine Erwähnung in den Credits der Folge. Rogers spielte auch Lieutenant Palmer in den Folgen Planeten-Killer und Die Reise nach Eden.

### Kulissen
Alle Szenen, in denen Cochrane mit dem Companion kommuniziert, wurden direkt hintereinander gedreht. Anschließend wurde das Set vollständig umgebaut und die Szenen in Cochranes Haus gedreht.
Um die als Studioset gebaute Planetenlandschaft größer wirken zu lassen, wurden Weitwinkelaufnahmen genutzt.

### Sonstiges
Einige Szenen mit Elinor Donahue mussten neu gedreht werden, da die Filmnegative der ursprünglichen Aufnahmen beschädigt waren.

## Adaptionen
James Blish schrieb eine Textfassung von Metamorphose, die auf Englisch erstmals 1972 in der Geschichtensammlung Star Trek 7 erschien. Die deutsche Übersetzung erschien 1972.
Ein Fotoroman zu Metamorphose erschien 1978 auf Englisch als fünfter Band der Star-Trek-Fotonovel-Reihe. Die deutsche Übersetzung erschien 1979.

## Rezeption
Juliette Harrisson empfahl Metamorphose 2018 auf der Website Den of Geek als eine der Folgen, die man gesehen haben sollte, wenn man die Grundlagen von Star Trek verstehen möchte.
Christian Blauvelt listete Metamorphose 2022 auf hollywood.com in einem Ranking aller 79 Raumschiff-Enterprise-Folgen auf Platz 26.

## Parodien und Anspielungen
Die Folge 4.12 (Der letzte Trekki) der Zeichentrickserie Futurama von 2002 parodiert zahlreiche Folgen von Raumschiff Enterprise. Unter anderem hat das Wesen Melllvar eine starke optische Ähnlichkeit mit dem Companion aus Metamorphose. Ebenso wie dieser hat Melllvar die Fähigkeit, Menschen (hier die Hauptdarsteller von Raumschiff Enterprise) zu verjüngen, und das Bedürfnis, ihre Wünsche zu erfüllen.